# Felsen-Kapselspanner
Der Felsen-Kapselspanner (Perizoma hydrata) ist ein Schmetterling (Nachtfalter) aus der Familie der Spanner (Geometridae). Der Artname leitet sich von dem neulateinischen Wort hydratus mit der Bedeutung „gewässert“ ab und bezieht sich auf die wellenförmigen Querlinien auf der Vorderflügeloberseite der Falter.

## Merkmale

### Falter
Die Falter erreichen eine Flügelspannweite von 15 bis 25 Millimetern. Farblich unterscheiden sich die Geschlechter nicht. Die Grundfarbe der Vorderflügeloberseite ist dunkel grau bis graubraun. In der  Postdiskalregion verläuft eine hellgraue Querbinde, die durch wellenförmige Querlinien undeutlich begrenzt wird. Die Wellenlinie hebt sich schwach hell ab. Am Apex ist ein heller Bereich erkennbar. Die Hinterflügeloberseite ist weißgrau gefärbt.

### Raupe
Ausgewachsene Raupen sind kurz und gedrungen, wirken glasig und haben eine rosagelbe bis hell rosabraune Farbe sowie schwarze Stigmen. Die Kopfkapsel ist glänzend schwarz, Nackenschild und Analplatte sind dunkelbraun.

## Ähnliche Arten
Der Hohlzahn-Kapselspanner (Perizoma alchemillata) unterscheidet sich durch die kräftig weißlich gefärbte Querbinde auf der Vorderflügeloberseite sowie die dunkelgraue Hinterflügeloberseite.

## Verbreitung und Vorkommen

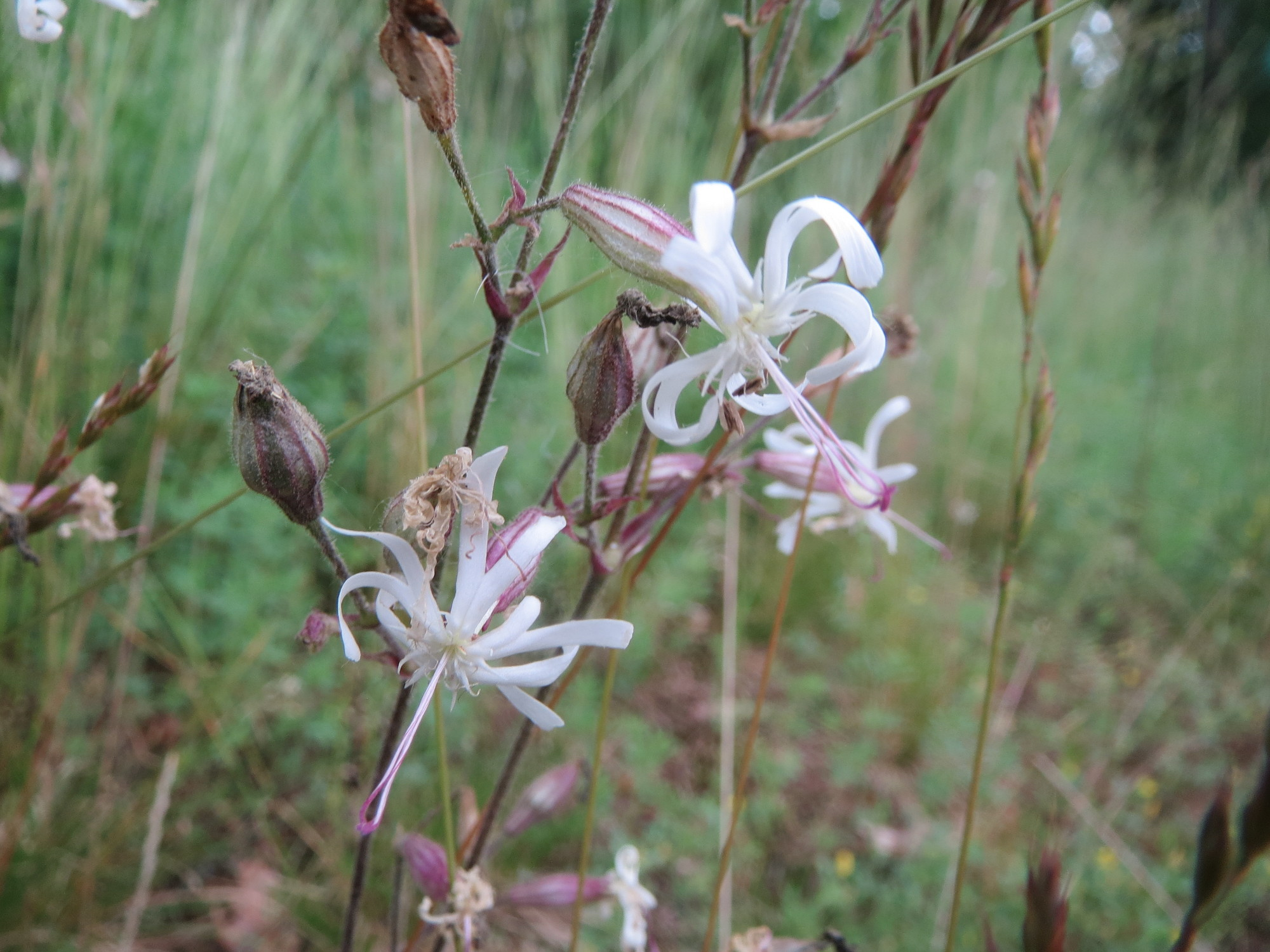
Blüte und Kapsel des Nickendes Leimkrauts, die Hauptnahrung der Raupen

Das Verbreitungsgebiet des Felsen-Kapselspanners erstreckt sich durch weite Teile Europas und weiter östlich bis in die Mongolei und nach Korea. Die Art fehlt in den Niederlanden, auf Island und den Britischen Inseln, im Norden Fennoskandinaviens sowie im Süden Spaniens, Italiens und Griechenlands. Sie besiedelt bevorzugt sonnige Felsregionen, warme Küstengebiete und trockene Wiesen. In den Alpen steigt sie bis auf 2000 Meter.

## Lebensweise
Der Felsen-Kapselspanner bildet in den meisten Vorkommensgebieten eine Generation im Jahr, deren Falter von Mitte April bis Mitte Juli fliegen. In klimatisch günstigen Jahren wurden Exemplare noch zwischen Ende Juli und Ende August gefunden, die einer zweiten Generation entstammen. Die Falter sind dämmerungs- und nachtaktiv und besuchen künstliche Lichtquellen. Hauptnahrung der Raupen sind die Früchte des Nickenden Leimkrauts (Silene nutans). Zuweilen werden auch andere Leimkräuter (Silene) als Nahrung angenommen. Die Raupen leben während ihrer gesamten Entwicklung in den Samenkapseln. Um ein Ausstreuen des Samens zu verhindern, schließen die Raupen die mit Samen gefüllten Kapseln mit einem losen Gespinst. Die Art überwintert als Puppe.